# فهرست سده‌های میلادی
|                          |                          | پیش از میلاد مسیح              |                               |                          |
|                          |                          | ۱۰۰٫۰۰۰-۲۰۰٫۰۰۰ (پیش از میلاد) | ۱۰٫۰۰۰-۱۰۰٫۰۰۰ (پیش از میلاد) | هزاره دهم                |
| هزاره نهم                | هزاره هشتم               | هزاره هفتم                     | هزاره ششم                     | هزاره پنجم               |
| ۴۰۰۰-۳۹۰۰ (پیش از میلاد) | ۳۹۰۰-۳۸۰۰ (پیش از میلاد) | ۳۸۰۰-۳۷۰۰ (پیش از میلاد)       | ۳۷۰۰-۳۶۰۰ (پیش از میلاد)      | ۳۶۰۰-۳۵۰۰ (پیش از میلاد) |
| ۳۵۰۰–۳۴۰۰ (پیش از میلاد) | ۳۴۰۰–۳۳۰۰ (پیش از میلاد) | ۳۳۰۰–۳۲۰۰ (پیش از میلاد)       | ۳۲۰۰–۳۱۰۰ (پیش از میلاد)      | ۳۱۰۰–۳۰۰۰ (پیش از میلاد) |
| ۳۰۰۰–۲۹۰۰ (پیش از میلاد) | ۲۹۰۰–۲۸۰۰ (پیش از میلاد) | ۲۸۰۰–۲۷۰۰ (پیش از میلاد)       | ۲۷۰۰–۲۶۰۰ (پیش از میلاد)      | ۲۶۰۰–۲۵۰۰ (پیش از میلاد) |
| ۲۵۰۰–۲۴۰۰ (پیش از میلاد) | ۲۴۰۰–۲۳۰۰ (پیش از میلاد) | ۲۳۰۰–۲۲۰۰ (پیش از میلاد)       | ۲۲۰۰–۲۱۰۰ (پیش از میلاد)      | ۲۱۰۰–۲۰۰۰ (پیش از میلاد) |
| ۲۰۰۰–۱۹۰۰ (پیش از میلاد) | ۱۹۰۰–۱۸۰۰ (پیش از میلاد) | ۱۸۰۰–۱۷۰۰ (پیش از میلاد)       | ۱۷۰۰–۱۶۰۰ (پیش از میلاد)      | ۱۶۰۰–۱۵۰۰ (پیش از میلاد) |
| ۱۵۰۰–۱۴۰۰ (پیش از میلاد) | ۱۴۰۰–۱۳۰۰ (پیش از میلاد) | ۱۳۰۰–۱۲۰۰ (پیش از میلاد)       | ۱۲۰۰–۱۱۰۰ (پیش از میلاد)      | ۱۱۰۰–۱۰۰۰ (پیش از میلاد) |
| ۱۰۰۰–۹۰۰ (پیش از میلاد)  | ۹۰۰–۸۰۰ (پیش از میلاد)   | ۸۰۰–۷۰۰ (پیش از میلاد)         | ۷۰۰–۶۰۰ (پیش از میلاد)        | ۶۰۰–۵۰۰ (پیش از میلاد)   |
| ۵۰۰–۴۰۰ (پیش از میلاد)   | ۴۰۰–۳۰۰ (پیش از میلاد)   | ۳۰۰–۲۰۰ (پیش از میلاد)         | ۲۰۰–۱۰۰ (پیش از میلاد)        | سده یکم                  |
|                          |                          | پس از میلاد مسیح               |                               |                          |
| سده یکم                  | سده دوم                  | سده سوم                        | سده چهارم                     | سده پنجم                 |
| سده ششم                  | سده هفتم                 | سده هشتم                       | سده نهم                       | سده دهم                  |
| سده یازدهم               | سده دوازدهم              | سده سیزدهم                     | سده چهاردهم                   | سده پانزدهم              |
| سده شانزدهم              | سده هفدهم                | سده هجدهم                      | سده نوزدهم                    | سده بیستم                |
| سده بیست‌ویکم             |                          |                                |                               |                          |

## دوره‌های زمانی دیگر

### گذشته
- گاه‌شمار تاریخ طبیعی
- گاهشمار انسان پیش از تاریخ
- هزاره دهم (پیش از میلاد) | هزاره نهم (پیش از میلاد) | هزاره هشتم (پیش از میلاد)
- هزاره هفتم (پیش از میلاد) | هزاره ششم (پیش از میلاد) | هزاره پنجم (پیش از میلاد)

### آینده
- هزاره چهارم (میلادی) |
- هزاره پنجم (میلادی) | هزاره ششم (میلادی) | هزاره هفتم (میلادی)
- هزاره هشتم (میلادی) | هزاره نهم (میلادی) | هزاره دهم (میلادی)
- گاهشمار آینده دور